# Slinzega
La slinzega, o slinziga, è un salume tipico della provincia di Sondrio (Valtellina e Valchiavenna), prodotto con carne bovina.

## Caratteristiche
Esteticamente si presenta abbastanza simile alla bresaola, ma è prodotta in pezzature molto più piccole (300-800 g) e presenta un sapore molto più deciso per via dell'aromatizzazione con sale, cannella, chiodi di garofano, aglio, alloro e pepe.
La stagionatura dura circa un mese.